# Veresegyház
Veresegyház ([Verešeďház]) je město v župě Pest na severu středního Maďarska, nedaleko od Budapešti. Administrativně spadá pod Okres Gödöllő. 

## Poloha
Město se nachází v Gödöllőské vrchovině poblíž města Cserhát. Nejbližší sousední obcí je Szada.

## Historie
Lokalita byla nejspíše osídlena v období rané existence maďarského státu. Neexistují záznamy o osadě s tímto názvem, nicméně bylo odkazováno na existenci jistého červeného kostela. Právě na něj odkazuje název obce (vörös+egyház znamená maďarsky červený kostel. Obec je poprvé zmíněna jako Vesereghatz v mapách uherského úředníka Lazara Secretaria z let 1510 až 1520. Po turecké okupaci Uher zde byl obnoven kostel (postaven v barokním stylu. Obec se později změnila v město v souvislosti s růstem počtu obyvatel sousední Budapešti. V meziválečném období byla propagována jako lokalita pro výlety a rekreaci. V roce 1999 získal Veresegyház městská práva.

## Pamětihodnosti

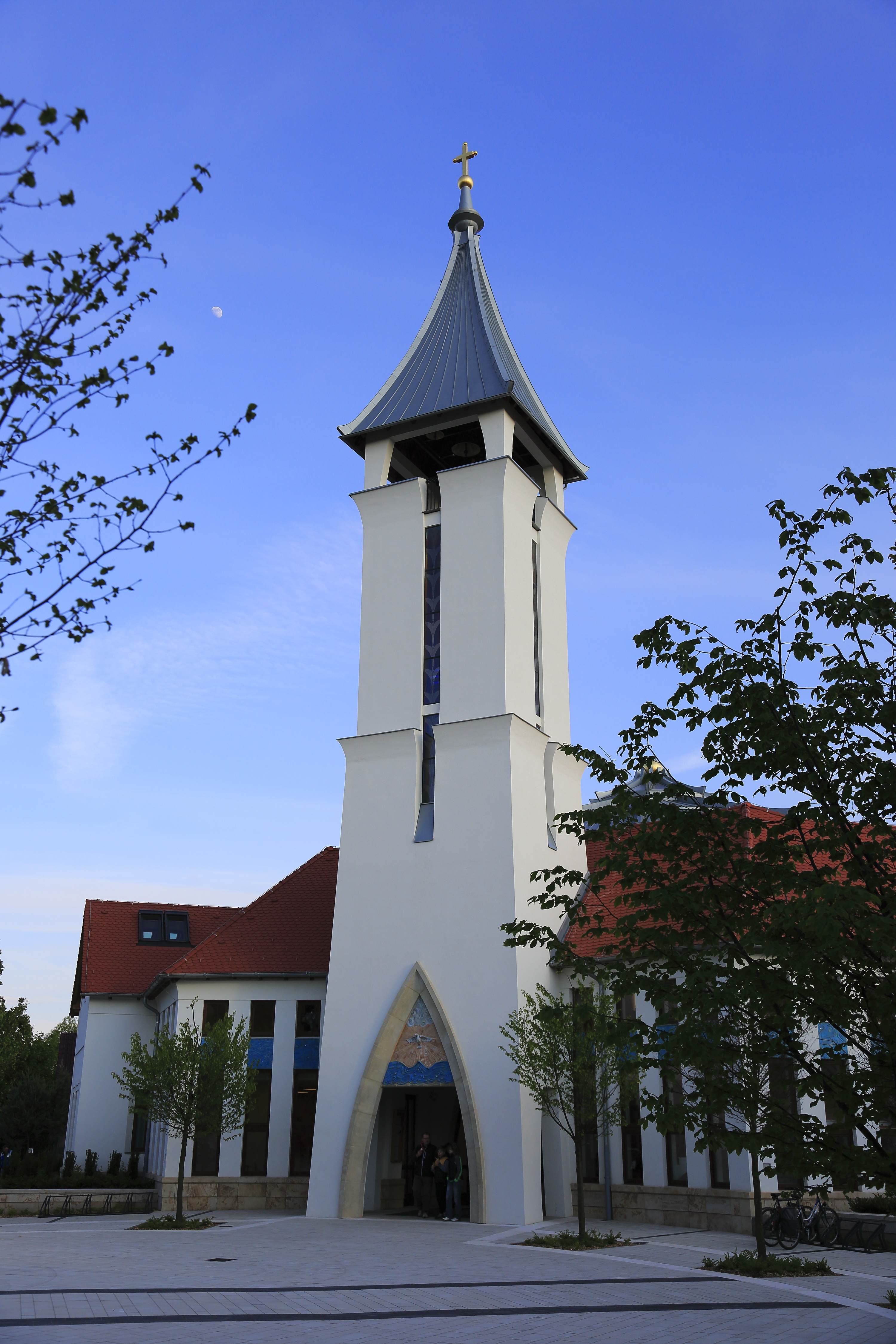
Kostel svatého Ducha ve Veresegyházu

- římskokatolický kostel z roku 1777 od architekta Christopha Antona Migazziho ve stylu doby Ludvíka XVI.
- fara a okolní památky u jezera nedaleko kamenných kříž se sochami sv. Marie Magdalské a sv. Jana Křtitele.
- katolický hřbitov z let 1806 až 1849 s náhrobními kameny z červeného mramoru
- kostel Maďarské reformované církve z roku 1786.
- výběh s medvědy a vlky, otevřen 24. listopadu 1998 jako první svého druhu ve střední Evropě.
- termální lázně
- Městské muzeum (maďarsky Városi múzeum) a venkovský dům (maďarsky tájház).
- Rybníky Ivacsi-tó a Öreg-tó s historickým mlýnem

## Doprava
Městem prochází regionální železniční trať, která směřuje z Budapešti přes Veresegyház do Vácu. Nachází se zde jediné nádraží.  

## Partnerská města
Veresegyház je partnerském vztahu s městy:
- Schneeberg, Německo
- Atia, Rumunsko
- Šarovce, Slovensko
- Giv'at Šmu'el, Izrael
- Pastovce, Slovensko

## Osobnosti
- Zoltán Bánföldi, bývalý maďarský fotbalista
- József Darányi, maďarský atlet
- Zoltán Joó, maďarský malíř
- Zoltán Téglás, American-born maďarský zpěvák, songwriter a producent